# 段正淳
大理中宗段正淳（11世纪—12世紀），云南大理国第15任皇帝，段思廉之孙，大哥是段正明。死後諡號為文安帝，廟號中宗。

## 生平
其兄段正明被高升泰篡位，高升泰於3年後（1096年）病卒，臨死前要其子高泰明將政權還給段氏，於是段正淳便被拱上皇位。由於段氏政權中斷過，故從段正淳起的大理國稱為後大理國（后理国），年号天授。段正淳雖然是後大理國的皇帝，接受高氏歸還的政權，然而高氏在朝廷仍有很大的勢力，宰相皆出自高氏之門。段正淳以高泰明为相国，高泰运为栅主。次年改元开明，赦免徭役。1102年，修楚雄城，封给高泰明子高明量。1103年，派高泰运奉表出使北宋，求得经籍六十九家、药书六十二部。因鄯阐（今昆明）高观音来朝，进金马杖八十节，呈报人民三万三千户，于是赐予八章礼衣、龙头剑，擢升为安东将军。1105年，缅人、波斯、昆仑三进白象及香物等。段正淳十分畏惧高氏，最後，段正淳在1108年時讓位給其子段和譽，自己去無為寺出家為僧，法號修空大師，后入鸡足山建龙潭寺。

## 家庭
- 妃子高升潔，高升泰之妹。
- 子：段和譽。